# Alphonse Momas
Pour les articles homonymes, voir Momas.
Alphonse Momas, né à Nîmes le 4 août 1846 et mort le 25 juin 1933 à Paris, est un écrivain et fonctionnaire français.

## Aperçu biographique
Fonctionnaire à la préfecture de la Seine au début des années 1890, il écrivit un très grand nombre de romans érotiques sous divers pseudonymes : Bébé, Caïn d’Abel, Clic-Clac, L’Érotin, Fuckwell, Le Nismois, Léna de Mauregard, Camille Mireille, Mercadette, Pan-Pan, Tap-Tap, Trix, Un Journaliste du Siècle dernier, Zéphyr, Baron C***, Madame B***, V. d’Andorre, Georges de Lesbos, Erosmane, La Baronne de Saint-Amand, et fut le plus prolifique des écrivains pornographiques des années 1890. Dès 1915, il publia à son compte des brochures théosophiques.

### L’Epopée des Gérando
- Le Nismois, Secrets de Poste (1891). Perceau 100
- Le Nismois, Initiation de Marguerite De Marvéjane (1891). Perceau 101 Dutel 406
- Le Nismois, Le Carnet de Marguerite (1891). Perceau 105 Dutel 112 116
- Le Nismois, Une nuit embrouillée (1892). Perceau 121
- Le Nismois, Les maris modèles (1892). Perceau 122
- Le Nismois, L’initiation de Danielle Hollaz (1892). Perceau 102 Dutel 403 KI:« 823.8 K52 r3F 1932 »
- Le Nismois, Initiation de Marthe de Montiersy (1892). Perceau 123 Dutel 407
- Le Nismois, Initiation de Paulette de Croissac (1892). Perceau 124
- Le Nismois, Le Pacte d’Amour (1894). Perceau 158
- Le Nismois, Les Enrôleuses (1898). Perceau 168
- Le Nismois, La Petite Boucheronne (1898). Perceau 169
- Le Nismois, La Louve (1898). Perceau 172 Dutel 478
- Le Nismois, Le Mariage de Danielle (1899). Perceau 173
- Le Nismois, Histoires de Pucelages (1900). Perceau 187 Dutel 395
- Le Nismois, Le Pensionnat Boissard (1900). Perceau 198
- Le Nismois, Fleurs de Luxure (1902). Perceau 213 Dutel 312
- Le Nismois, Le Village des Voluptés (1907). Perceau 248
- Le Nismois, Le Panier Renversés (1907). Perceau 249
- Le Nismois, Les Villes Maudites (1907). Perceau 250
- Le Nismois, Les Exploits du Commissaire (Annoncé). Perceau 352
- Le Nismois, Le Grand 17 (Annoncé). Perceau 355
- Le Nismois, L’Inévitable (Annoncé). Perceau 357
- Le Nismois, La Papillonne (Annoncé). Perceau 361

### Amours d'enfants
- Le Nismois, Les Petites Vicieuses (1899). Perceau 174
- Le Nismois, Association de Demi-Vierges (1899). Perceau 175, Texte en ligne, Paris - Bruxelles, 1900    (Wikisource)

### Priape et Minet
- Le Nismois, Confession Priapale (1899). Perceau 176  Dutel 163, Texte en ligne, G. Lebaucher, 1899, 141 p.   (Wikisource)
- Mercadette, Débuts d’un Minet (1900). Perceau 207

### L’Epopée de Léna de Mauregard
- Le Nismois, Genèse d'une Fille Galante (1900). Perceau 192 Dutel 363
- Léna de Mauregard, Impressions d’une Fille (1900). Perceau 202 Dutel 400
- Mercadette, Histoires d’Entretenues (1900). Perceau 180 Dutel 394
- Un Journaliste du Siècle dernier, La Mangeuse d’Hommes (1900). Perceau 203
- Un Journaliste du Siècle dernier, Voyageuses en Volupté (1900). Perceau 199
- Un Journaliste du Siècle dernier, La Tunique de Nessus (1900). Perceau 200 Texte en ligne, San Francisco, 1900, 222 p.    (Wikisource)
- Un Journaliste du Siècle dernier, Les Joueuses d’Amour (1900). Perceau 201 Dutel 422
- Un Journaliste du Siècle dernier, Les Vicieuses de Province (1907). Perceau 259
- Un Journaliste du Siècle dernier, Les Putains Bourgeoises (Annoncé). Perceau 363

### Le Couvent des Bleuets
- Le Nismois, Les Mystères du  Couvent des Bleuets (1900). Perceau 205
- Le Nismois, La Luxure au Couvent (1900). Perceau 206 Dutel 485
- Le Nismois, l’Hermaphrodite (1902). Perceau 212 Dutel 376 ; Texte en ligne (t. 2 seul), Paris, [s.n.], 1902, 163 p.    (Wikisource)

### Par le fouet et par les verges
- Tap-Tap, Miss Mary  (1907). Perceau 266
- Tap-Tap, Miss Grégor (1907). Perceau 267
- Tap-Tap, Le secret de Miss Sticker (1907). Perceau 268, Texte en ligne   (Wikisource)
- Tap-Tap, Les Concubines de la directrice (1906). Perceau 242, Dutel 155 Texte en ligne   (Wikisource)
- Tap-Tap, La Chute des vierges (1907). Perceau 269 Texte en ligne   (Wikisource)
- Tap-Tap, Passions de Jeunes Miss (1907). Perceau 270Texte en ligne, Paris, Isidore Liseux, 1907, 187 p.    (Wikisource)

### Nos Petites Pensionnaires
- L’Érotin, Au Couvent (1908). Perceau 273 Dutel 61
- L’Érotin, Au Lycée (1908). Perceau 283 Dutel 62
- L’Érotin, En Pension (1908). Perceau 272

### La Belle Sirène
- Fuckwell, Les Aventures de la belle Sirène (Annoncé). Perceau 347
- Fuckwell, Les Amours de la belle Sirène (Annoncé). Perceau 348

### Brochures théosophiques
- Alphonse Momas, Un Dieu, un maître... (1912) BnF : « 8-R PIECE-13146 »
- Alphonse Momas, La Planète. Pourquoi la guerre ? (1915)  BnF : « 8-R PIECE-14011 »
- Alphonse Momas, Temps humains et temps planétaires (1919) BnF : « 8-R PIECE-1321 »
- Alphonse Momas, Les Mondes dans les espaces (1921) BnF : « 8-R PIECE-15237 »
- Alphonse Momas, L’Âme de la terre : l'homme pense, la terre pense, et dans l'univers, la pensée domine toute matière (1922)
- Alphonse Momas, Le Sens de la vie, la mort n’est jamais absolue (1922) BnF : « 8-R PIECE-15527 »
- Alphonse Momas, Formation spirite du globe terrestre, les temps de la genèse (1923) BnF : « 8-R PIECE-15810 »
- Alphonse Momas, La Vie dans la mort (sur et sous terre) (1923) BnF : « 8-R PIECE-15717 »
- Alphonse Momas, L’Esprit dans la création universelle : 1. La Création dans le chaos. 2. Légendes, traditions (1924) BnF : « 8-RPIECE-15961 »

## Note
1. 1 2  BNF 38764050
2. ↑  Martial Beauvais, Dictionnaire des œuvres érotiques
3. ↑  Louis Perceau, Bibliographie du roman érotique au XIXe siècle : donnant une description complète de tous les romans, nouvelles et autres ouvrages en prose, publiés sous le manteau, en français de 1800 à nos jours, et de toutes leurs réimpressions, G. Fourdrinier, 1930.
4. 1 2  Jean-Pierre Dutel, Bibliographie des Ouvrages Érotiques publiés clandestinements en Français entre 1920 et
1970, Chez l'auteur, 2005